# Salomé (irmã de Herodes)
Salomé foi uma irmã de Herodes, o Grande; a famosa dançarina Salomé, mencionada na Bíblia e associada à execução de João Batista, possivelmente era sua bisneta.

## Antepassados
Seus pais eram Antípatro e Cipros; Antípatro e Cipros, uma mulher importante da família dos nabateus  tiveram quatro filhos, Fasael, Herodes, o Grande, José e Pheroras, e uma filha, Salomé. Antípatro, pai de Herodes e Salomé, era de uma família importante de idumeus, e era filho, segundo Flávio Josefo, de Antipas; ou, segundo Jerônimo de Estridão, de Herodes de Ascalão.

## Filhos
Salomé teve um filho, Antípatro, que se casou com sua prima, Cipros, filha de Herodes e Mariane, a neta de Hircano. Antípatro e Cipros tiveram uma filha, Cipros.
Flávio Josefo não menciona o nome do pai de Antípatro, o filho de Salomé, mas outra filha de Salomé, Berenice, é citada como filha de Salomé, irmã de Herodes, e de Costobarus. Berenice, filha de Salomé, casou-se com Aristóbulo, filho de Herodes, e teve dois filhos, Herodes (o futuro rei Herodes Agripa I) e Aristóbulo. Herodias, filha de Aristóbulo , e irmã de Herodes Agripa I, foi a mãe da famosa Salomé.